# The Way It Is (Glenn Hughes)
The Way It Is è un album in studio da solista del cantante e bassista britannico Glenn Hughes (Deep Purple, Black Sabbath, Trapeze), pubblicato nel 1999.

## Tracce
1. The Way It Is – 5:44
2. You Kill Me – 3:31
3. Neverafter – 5:13
4. Rain On Me – 5:26
5. Curse – 4:49
6. Freedom – 4:18
7. The Truth Will Set Me Free – 3:38
8. Stoned In The Temple – 4:08
9. Too Far Gone – 4:54
10. Second Son – 3:39
11. Take You Down – 4:35
12. Don't Look Away – 5:37
13. Freedom (Shagmeister Mix) – 5:10